# マンダロリアン (スター・ウォーズのキャラクター)
マンダロリアン（The Mandalorian）、本名ディン・ジャリン（Din Djarin）は、『スター・ウォーズ』シリーズのキャラクターであり、Disney+のテレビドラマシーズ『マンダロリアン』のタイトルキャラクターである。幼少期に孤児となった彼はマンダロリアンの一族に迎え入れられ、バウンティハンター兼戦士となる。"マンダロリアン"は当初捕獲を依頼されていたエイリアンの幼児「ザ・チャイルド」を銀河帝国の残党から守ろうとする。
『マンダロリアン』のクリエーター兼ショーランナーのジョン・ファヴローによって創造されたこのキャラクターはクリント・イーストウッドとセルジオ・レオーネ監督によるマカロニ・ウェスタンのドル箱三部作映画に登場する彼が演じた名無しの男に触発されている。また黒澤明の侍映画（レオーネ作品にも影響を与えている）や『スター・ウォーズ』の主人公のハン・ソロもキャラクター像に影響を与えている。"マンダロリアン"はペドロ・パスカルによって演じられている。ファヴローはこの役割のためパスカルにアプローチし、また『スター・ウォーズ』作品でポー・ダメロンを演じるオスカー・アイザックの後押しもあって彼はオファーを受けた。
パスカルは『マンダロリアン』と同時期に複数のプロジェクトに取り組んでいたことにより全てのエピソードの撮影に参加しておらず、彼の不在時には俳優のブレンダン・ウェインとスタントパフォーマーのラティーフ・クラウダーがダブルを務めた。"マンダロリアン"の衣裳はレガシー・エフェクツによって作成されており、ボバ・フェットのそれと似ているが、製作者たちは2つの衣裳の違いを意図的に確立させようとした。衣裳は"マンダロリアン"を演じる俳優たちに課題を提示し、身につけることによって小さなジェスチャーが大きく誇張されるためにその身体性が演技に重要な役割を与えた。
"マンダロリアン"とザ・チャイルドの関係性は『マンダロリアン』全編にあふれている子育てと父性のテーマを具現化している。キャラクターとパスカルの演技は概ね好評価を受けたが、パスカルの顔が常に衣裳で隠れていることで一部から批判を受けた。

## 劇中史

### バックストーリー
"マンダロリアン" の本名「ディン・ジャリン」（Din Djarin）は、『マンダロリアン』の第1シーズンの最終回「チャプター8: 贖罪」で初めて明かされる。キャラクターのバックストーリーの側面はシーズンを通して徐々に提示される。彼は幼少期、クローン大戦中に分離主義勢力に属するドロイドの攻撃で両親を殺されており、その直前に彼らによって匿われて難を逃れる。ディンはマンダロリアンの戦士たちによって救出され、孤児となった彼は惑星マンダロア出身でないにもかかわらず、「拾い子（孤児）」として彼らの伝統に従って育てられる。彼はアーマラーが率いる集団チルドレン・オブ・ザ・ウォッチに加わり、彼らは銀河帝国による迫害のために隠れ住むことを余儀なくされる。
"マンダロリアン" は集団の教義に従い他人の前でヘルメットを脱がないが、他のマンダロリアンは躊躇しない。成長した　"マンダロリアン" はバウンティハンターとなり、バウンティハンター・ギルドへと加わり、「マンドー」という愛称で呼ばれることもある。『マンダロリアン』本編以前にはラン・マルク、シアン、クインら傭兵のグループと行動を共にするが、後に決裂する。"マンダロリアン" はレイザー・クレストと呼ばれるガンシップのパイロットであり、また彼の主要武器の1つはプロング状の銃身から高威力のブラストを発射するアンバン・スナイパー・ライフルである。この武器は『スターウォーズ・ホリデー・スペシャル』（1978年）でバウンティハンターのボバ・フェットが使用した類似のライフルから着想を得ている。『マンダロリアン』本編は『ジェダイの帰還』（1983年）の結末の5年後から始まる。

### 第1シーズン
シリーズ初回で"マンダロリアン"はバウンティハンターのギルドのリーダーのグリーフ・カルガから崩壊した銀河帝国の残存勢力の代理人である謎めいた名無しのクライアントを紹介され、50歳の「獲物」の確保を依頼される。その場にはドクター・パーシングが同席する。マンダロリアンは獲物を追ってアルヴァラ-7を訪れ、そこでアグノートの農夫のクイールの支援を受ける。"マンダロリアン"はバウンティハンター・ドロイドのIG-11とやむを得ず協力関係となった後、獲物であり、ヨーダと同一種族の「ザ・チャイルド」を発見する。「チャプター2: ザ・チャイルド」でマンダロリアンは巨大なマッドホーンに殺されかけるが、フォースを操るザ・チャイルドによって命を救われる。「チャプター3: 罪」で彼はクライアントにザ・チャイルドを届けるために惑星ネヴァロに戻る。
その後"マンダロリアン"には心境の変化が起こり、クライアントの基地に戻ってザ・チャイルドを救出する。レイザー・クレストに戻る途中、彼はグリーフや他のギルドのメンバーからの待ち伏せを受けるが、他のマンダロリアンの一族からの助けを受け、ネヴァロからの脱出に成功する。自身とチャイルドを狙うバウンティハンターたちから逃げ延びる間、"マンダロリアン"はいくつかの仕事を引き受ける。「チャプター4: 楽園」では惑星ソーガンの村の襲撃者からの防衛、「チャプター5: ガンファイター」ではタトゥイーンでの暗殺者フェネック・シャンドの捕獲、「チャプター6: 囚人」ではラン・マルクの傭兵団との刑務所襲撃の仕事を受ける。
「チャプター7: 罪」で"マンダロリアン"はクライアントの軍によって町が制圧されたことをグリーフから連絡される。グリーフはクライアントの排除を手伝えば"マンダロリアン"に賭けられた懸賞金を取り下げることを約束する。"マンダロリアン"は任務遂行のためにクイール、IG-11、元反乱同盟軍のショックトルーパーのキャラ・デューンらを招集する。しかしながらネヴァロでクライアントと対面すると、罠を張っていたモフ・ギデオンとデストルーパーがクライアントごとマンダロリアンたちへの掃射を開始する。ギデオンは"マンダロリアン"の出生名「ディン・ジャリン」を含む彼らのそれぞれの秘密の詳細を暴露し、さらに「マンダロリアンの大粛清」として知られるマンダロリアンへの攻撃に関与していたことを明かす。
シーズン最終回でクイールは殺されてしまい、さらに"マンダロリアン"もギデオンの軍勢との銃撃戦で重傷を負う。IG-11によって傷の治療のために"マンダロリアン"のヘルメットは初めて脱がされ、番組中初めて彼の顔が露わとなる。"マンダロリアン"と仲間たちは彼の一族に助けを求めるが、既に隠れ家は帝国に襲われている。彼らは一族のリーダーであるアーマラーを発見し、彼女は正式にチャイルドを"マンダロリアン"の養子として認める。彼女は"マンダロリアン"にザ・チャイルドをその種族のもとへ届けるように指示し、"マンダロリアン"は父親のような存在になると言う。IG-11は他の仲間たちの脱出のために自らを犠牲とし、"マンダロリアン"はギデオンによる最後の攻撃をかわした後にザ・チャイルドを連れてネヴァロを出発する。

### 第2シーズン
"マンダロリアン"はザ・チャイルドをその種族のもとに届けるため、助けを求めて他のマンダロリアンを探す。タトゥイーンでボバ・フェットの鎧を着る保安官コブ・ヴァンスに会い、鎧を返してもらう。惑星トラスクではボ＝カターン・クライズ率いる3人のマンダロリアンに出会う。彼らはヘルメットを外すことを厭わず、拒否する"マンダロリアン"をカルト組織のメンバー"チャイルド・オブ・ザ・ウォッチ"と呼ぶ。3人に協力して武器を満載する帝国の残党の船を奪取するが、仲間に加わる誘いは断って旅を続ける。
次にボ=カターンに教えられたジェダイのアソーカ・タノのもとへ向かう。途中で船の修理のためにネヴァロに立ち寄り、監督官になったグリーフ・カルガと保安官になったキャラ・デューンのために帝国基地を破壊する。基地ではモフ・ギデオンが生存しており、ドクター・パーシングがザ・チャイルドの血液を用いてフォースの再現実験が行っていることを知る。
惑星コルヴァスに行ってアソーカに出会い、協力して帝国の残党による圧政を倒す。アソーカからベスカー鋼の槍を贈られる。ザ・チャイルドと心を通じ合わせたアソーカから本名"グローグー"を教えられるが、アソーカの師アナキン・スカイウォーカーの事例から、怒りと恐れを抱える者にジェダイの訓練は危険だと断られ、自分の代わりにタイソンのジェダイ聖堂の遺跡に行くことを勧められる。
タイソンでは鎧の返還を求めるボバ・フェットにグローグーの命を脅かされ、その安全と引き換えに返還に同意する。突然現れたモフ・ギデオンに船レイザー・クレストを破壊され、グローグーを誘拐される。ボバ・フェットとその連れのフェネック・シャンドはグローグーの安全を誓ったために奪還に協力する。ネヴァロに行って新共和国保安官となったキャラ・デューンにも協力を求め、モフ・ギデオンの居場所を調べ、その際にヘルメットを脱いで素顔を曝す。
4人はドクター・パーシングを捕らえて情報を引き出し、さらにモフ・ギデオンの持つダークセイバーを求めるボ＝カターンとその仲間のコスカ・リーヴスとも協力する。6人でモフ・ギデオンのクルーザーに乗り込む。"マンダロリアン"はダークトルーパーの一体を苦戦の上で倒し、モフ・ギデオンをも倒してダークセーバーを獲て正当な所持者となる。これでボ＝カターンは、"マンダロリアン"を倒さないと次の正当な所持者とはなれない苦境に置かれる。多数のダークトルーパーに襲われるが、ルーク・スカイウォーカーが現れて全滅させる。ルークはグローグーがフォースの訓練を受けなければ危険であると言い、"マンダロリアン"はルークにグローグーを託し、誓いを破ってヘルメットを取り素顔を見せて別れを告げる。

### ボバ・フェット
『ボバ・フェット/The Book of Boba Fett』にも登場する。
シーズン2の出来事の後、"マンダロリアン"はヘルメットを脱いだことをチルドレン・オブ・ザ・ウォッチのアーマラーに告白し、「背教者」として集団を追放される。グローグーに会いに行くも、修行の妨げになるとアソーカ・タノに止められる。タトゥイーンでパイク・シンジケートと戦うボバ・フェットに誘われてその軍に加わる。劣勢になるが、強い絆で結ばれたグローグーが訓練を打ち切ってやって来て救われ、再び行動を共にする。

### 第3シーズン
"マンダロリアン"はヘルメットを脱いだ背教の罪を償うために、破壊・汚染されたはずの惑星マンダロアに行き、巨大ロボットに捕らえられるも、グローグーが呼びに行ったボ＝カターン・クライズに助けられ、鉱山の下の泉で禊をする。泉に引き込まれるが、ボ＝カターンに助けられ、二人はチルドレン・オブ・ザ・ウォッチに受け入れられる。グリーフ・カルガを上級監督官としていた惑星ネヴァロが海賊に襲われ、援助を求められる。チルドレン・オブ・ザ・ウォッチを説得して撃退し、恩賞として広大な土地を与えられる。他のマンダロリアンたちを呼び戻すためにアーマラーに送り出されたボ＝カターンに同行し、ボ＝カターンの元を離れていたマンダロリアンの傭兵たちに会う。自分を倒した敵を倒したボ＝カターンがダークセーバーの正当な所持者だと証言して認めさせる。マンダロリアンの傭兵の艦隊とともにマンダロア奪回に行くが、ベスカー鋼のアーマーを着たストーム・トルーパーを率いるモフ・ギデオンの罠にはまり帝国基地に捕らえられる。グローグーに救われ、協力して3人のプレトリアン・ガードと戦って倒す。マンダロリアンの艦が基地に墜落して大爆発が起きるも、グローグーのフォースで生き延び、目の前でモフ・ギデオンは死ぬ。グローグーを正式に弟子としてネヴァロに住み、新共和国の賞金稼ぎ仕事を請け負うことにする。

## キャラクター像
マンダロリアンはタフで機知に富んだ有能な戦士である。ブラスターの扱いは非常に速く、正確であり、白兵戦で彼に匹敵できるキャラクターはシリーズではキャラ・デューンなど数人のみであった。マンダロリアンの戦いは整然としており、敵を追い詰めて分断し、それらを1人ずつ捕える。彼は一匹狼のようで1人で活動することが多いが、状況次第では他者からの協力を積極的に受け入れる。彼は第1シーズンを通して何度かクイールからの助けを受け入れ、それに対して報酬を与えようとしている。またシリーズ初回ではザ・チャイルドを捕まえるためにIG-11と一時協力を申し出ている。マンダロリアンは口数が少なく、たまに話す時も必要以上の情報を明らかにしない。マンダロリアンを演じるペドロ・パスカルは顔が兜で隠れているにもかかわらず、キャラクターを人間的で近づきやすいものにしたと語った。これについて彼は「この発想は、彼は親しみやすいということだ。私たちは誰しもが自分自身の鎧で覆われており、それを脱ぐことを恐れ、それが彼を越えて私たちがフォローしたくなるようなキャラクターにしてくれるのだ」と語った。『ジ・アトランティック』のライターのスペンサー・コーンハーバーはマンダロリアンはその兜が「人々が機械の完璧さ、冷淡さを獲得しようとする手段」であることから『スター・ウォーズ』シリーズの中で仮面を被る多くのキャラクターの1人であると述べている。マンダロリアンの兜が初めて脱がれた場面に関してコーンハーバーは、それは大きな啓示やあるいは正体の暴露として描写されておらず、むしろ「このラコニックな鬱夕のカウボーイ、騎士がただの男であることを思い出させる」ものであると評した。彼はマンダロリアンの伝統を非常に真剣に受け止め、彼が育てられたその文化に多大な敬意と感謝の念を持っており、そのために懸賞金を使って他の子供たちに資金援助をしている。マンダロリアンはバトル・ドロイドによって両親を殺害された過去があるためにドロイド全般を強く嫌悪している。
パスカルはマンダロリアンは他の『スター・ウォーズ』の主人公たちよりも道徳的に曖昧であると考え、「ダークヒーロー」と表現している。彼は「私は『スター・ウォーズ』の道徳観は非常に具体的で、白黒が明白で、善と悪があるが、これはその境界線で展開されることによってこのキャラクターは非常に面白くなる。彼はあなたに典型的なヒーローではない」と語った。最終的にパスカルはマンダロリアンが正しいことをしたいと考えているが、バウンティーハンターや戦士としての彼の義務はしばしばそれと矛盾すると認識している。カール・ウェザースはキャラクターについて「マンダロリアンはある意味で『マンダロリアン』の他のキャラクターと同じだ。彼には非常に利己的で自己中心的な性質があるが、同時に非常に利他的で人間的なものもある。彼には人間性がある」と述べた。シリーズ初回ではマンダロリアンは捕えた標的の嘆願を無視する冷酷な一面を見せている。『マンダロリアン』本編前にラン・マルクの傭兵団と共に働いていたという設定はシリーズ開始前時点での彼の道徳観がより小さかったということが示されている。これは「チャプター6: 囚人」でさらに説明されており、その傭兵の1人であるシアン⁪によってマンダロリアンが惑星アルゾックIIIで犯した暴力行為がほのめかされ、マンダロリアンはそれについて語りたがらない。しかしながら「チャプター1: マンダロリアン」でのチャイルドとの出会ったことでマンダロリアンは人間的、道徳的となることが促される。『マンダロリアン』のクリエーターのジョン・ファヴローとその監督の1人であるデボラ・チョウは「チャプター3: 罪」でマンダロリアンがチャイルドのもとに戻ることを決めた場面がキャラクターにとって極めて重要な瞬間であると考えた。チョウは「彼がその決定を下したことで、戻れない地点に至った。そこで彼は人生全体を変える」と語った。マンダロリアンの道徳性の向上は「チャプター6」で彼を殺す方が合理的であるにもかかわらず、新共和国兵士のダヴィン（マット・ランター）の殺害に反対した際に示されている。またそのエピソードではマンダロリアンが彼を裏切った傭兵たちを直接殺さずに投獄したことでその良心が示される。

## 構想と創造

### 構想

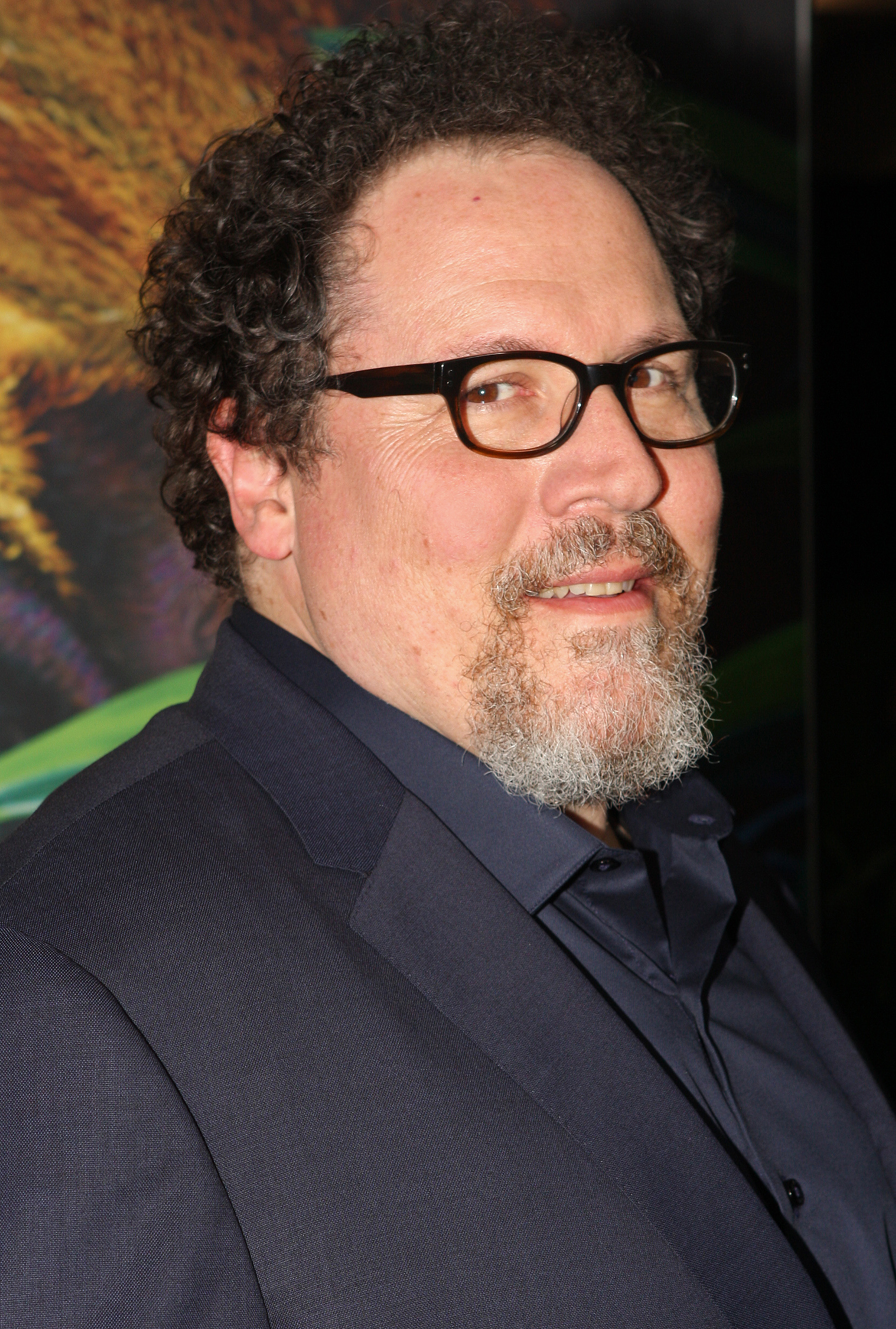
『マンダロリアン』のクリエーターでショーランナーのジョン・ファヴロー。

マンダロリアンは『マンダロリアン』のクリエーターでショーランナーのジョン・ファヴローによって創造された。ファヴローは『スター・ウォーズ』の長年のファンであり、マンダロリアンは彼が気に入っているシリーズのキャラクター・グループの1つである。また彼は以前にテレビアニメ『スター・ウォーズ/クローン・ウォーズ』で1度声優を務めていた。キャラクターは初めて描写されたマンダロリアンであると見なされており、マンダロリアンの文化は『クローン・ウォーズ』や『反乱者たち』といった拡張作品では登場していたが、映画では未登場であった。またボバ・フェットは『スター・ウォーズ』の書籍や他メディアでマンダロリアンとの関係が描写されたが、その詳細は映画内で取り上げられたことがなかった。ファヴローはキャラクターを創造する際にオリジナル三部作、特に第1作『スター・ウォーズ』（1977年）の外観と美学を一致させようとしたと述べた。シリーズの企画中にクリスタン・アルツマン、ダグ・チャン、ライアン・チャーチ、ニック・ギンドラウ、ジャマ・ジュラバエフ、ジョン・パークといったルーカスフィルムのアーティストがコンセプトアートを作成した。
キャラクターはクリント・イーストウッド、特にセルジオ・レオーネ監督のマカロニ・ウェスタン映画で彼が演じた名無しの男に部分的に触発された。パスカルは自分のキャラクターがどのような行動を取るのかに疑問があるときには「クリントなら何をするか?」と自問する。また黒澤明監督映画の侍のキャラクターにも触発されている。パスカルは黒澤の影響について「それは美的に、そしてとても物語的にその種の象徴的な孤独のガンマンや剣士として組み込まれている」と語った。ファヴローはパスカルに対して黒澤の侍映画とイーストウッド主演のレオーネの西部劇を役作りのために鑑賞することを提案し、実際にパスカルは『用心棒』（1961年）や『続・夕陽のガンマン』（1966年）などを鑑賞した。また『スター・ウォーズ』シリーズの主要キャラクターであるハン・ソロもパスカルの演技に影響を与えた。
キャラクターは2018年10月3日にファヴローの公式のInstagramアカウントに簡単な概要文を投稿したことで初めて公に説明された。そこでは「新共和国の当局から遠く離れた銀河の片隅にいる孤独なガンファイター」と説明された。ファヴローはその後さらに「これは今まで見たことのない時代で、出会ったことのないキャラクター」と語った。マンダロリアンの1枚目の写真は2018年10月4日に初公開された。性別などの詳細な情報はすぐには明かされなかった。公開された写真に基づいて『ギズモード』のジャーメイン・ルシアーはキャラクターを「マンダロリアンの鎧と私的で機能的な追加物の素晴らしい組み合わせを備えた、印象的で自身に満ちた存在」と評した。『マンダロリアン』のエグゼクティブ・プロデューサーのデイブ・フィローニはマンダロリアンを「サバイバー」と呼び、彼は『スター・ウォーズ』シリーズの他の登場人物、特にジェダイからユニークだと感じていた「日々の生活の中で自分の道を見つけようとしている」と述べた。マンダロリアンの本名と素顔は当初は非公開であり、その正体は『スター・ウォーズ』シリーズで既に知られているキャラクターであると一部では推測されていた。ボバ・フェットであるという予想もあったが、ルーカスフィルム側はこれを否定し、番組のクリエーターはインタビューで2つのキャラクターを区別した。
マンダロリアンの映像は2019年4月14日にシカゴで開催された『スター・ウォーズ』セレブレーション・コンベンションで初公開され、それには第1話でグリーフ・カルガとクライアントから仕事を受ける場面が含まれた。キャラクターは2019年8月23日に公開された『マンダロリアン』の最初の予告編と2019年10月28日に公開された2つ目の予告編でも大きく取り上げられた。同日にはマンダロリアンのみをフィーチャーしたキャラクターポスターも発表された。

### 演技

#### ペドロ・パスカル

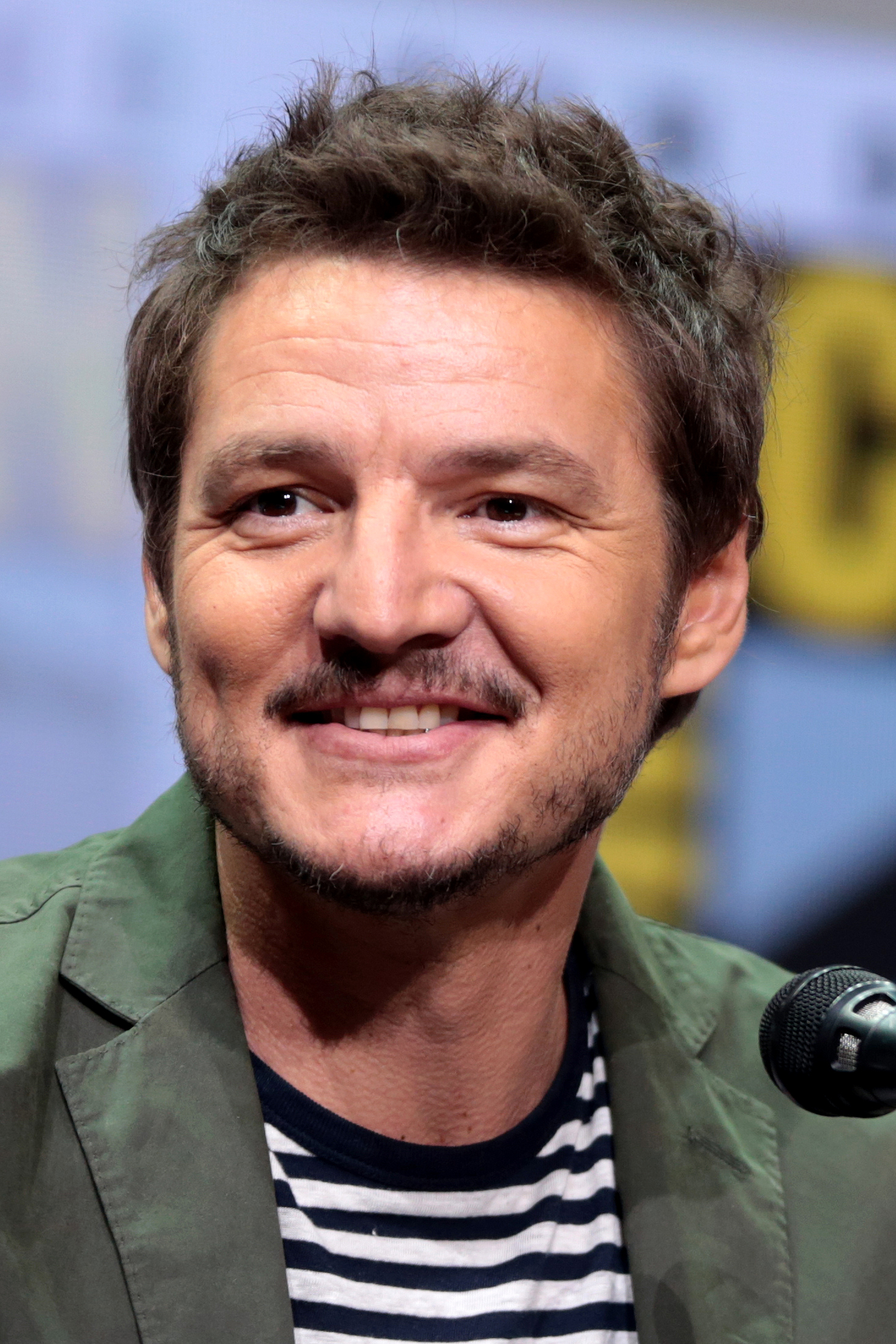
ペドロ・パスカルは『マンダロリアン』のタイトルキャラクターを演じた。

マンダロリアンは主にペドロ・パスカルによって演じられ、彼は多くの場面で鎧を着た上に全ての台詞を自らの声で演じた。彼はこのキャラクターの候補に挙がっていた数人の俳優のうちの1人であった。ファヴローはエージェントを通じてパスカルに連絡を取り、『スター・ウォーズ』のプロジェクトについて話し合った。パスカルは当初はそれが映画なのか、テレビシリーズなのか、それとも他の種の作品なのかを知らなかったが、プロジェクトの性質とは無関係にファヴローと会うことを望んでいた。2人はシリーズのコンセプトイラストで覆われたファヴローのオフィスで会い、プロジェクトの説明の際に彼はパスカルに演じるキャラクターを示すためにマンダロリアンのイラストを指した。これにより当初パスカルは演じるキャラクターがボバ・フェットであると思い込んだが、ファヴローによって誤解は訂正された。パスカルは最初の会議でマンダロリアンの兜を試着すると完璧にフィットし、彼はそれを「大いなるオタクな瞬間」と呼んだ。パスカルはシークエル三部作でポー・ダメロンを演じた長年の友人のオスカー・アイザックから役を受けるように勧められており、それがプロジェクトへの参加をより確実に感じさせたと述べた。
パスカルは幼少期から『スター・ウォーズ』、特に『帝国の逆襲』（1980年）のファンであり、彼は「私の記憶と子供の頃の想像力の中に消えないようにマーキングされている」と説明した。また彼は特にボバ・フェットのファンであり、それは子供の頃の『スター・ウォーズ』のお気に入りのアクションフィギュアであった。このことによりパスカルは類似するキャラクターを演じることに更に興奮し、「彼らは私に『スター・ウォーズ』で最もかっこいい者になることを望んでいる」と述べた。
2018年後半に製作が始まり、マンダロリアン役の俳優が決定するまで数週間を要した。キャラクターが登場する場面をボディ・ダブルで撮影した上で、俳優が決定する前にセットのキャラクターの宣伝用静止画が公開された。パスカルのキャスティングの可能性についての噂は2018年10月にインターネット上で出没し始めた。2018年11月13日、『バラエティ』によってパスカルが主役のオファーをされ、交渉が進行中であることが報じられた。彼がキャスティングされたことは2018年12月12日に正式に発表された。『ギズモード』のジャーメイン・ルシアーはパスカルのキャスティングについて「パスカルは独特の存在感を持つ優れた俳優であり、私たちは皆、銀河全体で人々を追い詰めて撃つことを彼に望んでいる」と述べた。パスカルは2019年11月のインタビューでマンダロリアンの本名であるディン・ジャリンを誤って明かしてしまった。

#### その他の演者
パスカルに加え、俳優のブレンダン・ウェインとスタントパフォーのラティーフ・クラウダーがマンダロリアンのボディダブルを務め、パスカルが演じられないときに代役となった。ウェインは以前にファヴローが監督した『カウボーイ & エイリアン』（2011年）に出演しており、その後も両者は連絡を取り合っていた。ウェインはエージェントを通し、『スター・ウォーズ』関連とは知らされずに極秘のプロジェクトのためにレガシー・エフェクツで衣裳の試着を依頼された。衣裳を見た彼はボバ・フェットだと勘違いした。衣裳は6フィート5インチの人物用に作られていたが、6フィートしかないウェインにフィットした。ウェインは「子供の頃の私にとってはそれだけの意味があったので、着ることが出来たという事実だけで充分だった」と述べた。2週間後、彼はファヴローのプロジェクトのスクリーン・テストを依頼された。キャスティング・アソシエイトは動き回る彼を見たかったために脚本は与えられなかった。ウェインは試着した『スター・ウォーズ』の衣裳に関係があると考えたためにボバ・フェットの兜とオートバイのパッドを購入して事前にそれをつけて歩く練習をしていた。スクリーン・テストでは「とても西洋的な感じ」で演じるように頼まれたので、ゆっくりと歩き、コアの強さを保つことに集中し、祖父で俳優のジョン・ウェインの動きを真似た。
ウェインのエージェントはキャラクターの声は担当しないことを伝えたが、彼は気にしなかった。ウェインは兜を被ると頭の動きがより大げさに見えるので小さくする方法をファヴローから教えて貰ったと述べた。ウェインはキャラクターがすぐ手に届く所に銃のホルスターを設置するなど、衣裳に関するフィードバックとアドバイスを提供した。ウェインは『マンダロリアン』の第1シーズンの全エピソードに取り組み、パスカルと緊密に協力してキャラクターの画面上の動きを作り込み、それぞれが特定の動きやジェスチャーをどのように処理するのかを互いに尋ね、誰が演じてもキャラクターがシームレスとなるようにした。ウェインは『マンダロリアン』に取り組むことについて「私が毎日演技をする人生を送れるようになったので、これに取り組むのは夢だった。（中略）育った神話の一部になることは、子供の頃には不可欠で、本当にクールなことだった」と述べた。
子役のエイダン・ベルトラは第1シーズンの回想シーンで若年期のマンダロリアンを演じた。

### 衣裳
マンダロリアンの衣裳はコンセプト・アーティストのブライアン・マンティスと衣裳デザイナーのジョセフ・ポロによってデザインされ、メイクアップ・エフェクト・クリエーターのスタン・ウィンストンによって立ち上げられた特殊効果のスタジオであるレガシー・エフェクツによって作り上げられた。これは『帝国の逆襲』と『ジェダイの帰還』に登場するボバ・フェットのスーツの影響を強く受けており、同様のボディアーマーと独特のT字型バイザーつきの兜が含まれている。衣裳には右腕に籠手のような手首の鎧、左腕手首には投射物を発する装置が備えられている。手袋の指先は色が異なり、甲には青い三角形のついた金属が備えられている。他には爆発物を装填したベルト、長い銃身のブラスター、ブーツ、弾薬と爆発物とナイフを収める右脚のホルスターがある。『マンダロリアン』の最初の3話で登場した衣裳の最初のバージョンはアーマー職人によって修理される前の多くの摩耗と戦闘による傷が含まれていた。
製作者はマンダロリアンとボバ・フェットの衣裳の間に微妙な視覚的な違いを作成し、2人のキャラクターを区別できるように意図的に務めた。その結果、マンダロリアンの衣裳はボバ・フェットのそれとは異なる色になり、鎧と兜は異なるアクセントとタッチを持ち、マンダロリアンはボバ・フェットよりも筋肉質に見える。それにもかかわらず、デイヴ・フィローニは「類似点があり、それはほとんど避けられない」と認めている。ペドロ・パスカルはマンダロリアンの鎧を中世の騎士のそれと比較し、その美学を「非常に強力で神秘的」と表現した。パスカルは衣裳について「とても素晴らしいシルエットだ。それはとても象徴的なイメージだ」と述べた。しかしながら彼はまた衣裳は扱いづらい可能性があり、慣れるまでに撮影中に物にぶつかることが多いと述べた。彼はまた「見栄えするもので着やすい物などないだろう」と語った。パスカルはマンダロリアンの言語を「厳密には肉体的なもの」と表現し、キャラクターを伝え、自分の物語を伝えるためには衣裳のピースをナビゲートする方法を学ばなければならないと述べた。
『スクリーン・ラント』のジェシー・アトキンは衣裳について「ボバ・フェットやサビーン・レンなど、マンダロリアンの鎧をこれまで見たことがあるかもしれないが、アーマー職人がマンドの衣裳を作るのを見ると彼の全体的な外観が全く異なるレベルになる」と述べた。衣裳は2019年8月にカリフォルニア州アナハイムで開催されたD23エキスポで展示された。

### 撮影
『マンダロリアン』の場面の多く南カリフォルニアのサウンドステージ「ヴォリューム」で撮影された。「ヴォリューム」はグリーンスクリーンとトラッキング・カメラが空間全体に広がる倉庫のような大型のモーションキャプチャ・スタジオである。実物のセットピースとスクリーンに投影されたイメージの組み合わせを利用して俳優を撮影し、デジタル環境に配置することが可能となる。「チャプター1: マンダロリアン」の冒頭での氷の惑星のマンダロリアン、最初の2話での惑星アルヴァラ-7、「チャプター6: 囚人」でのラン・マルクの宇宙ステーションの場面などはこのセットでで撮影されている。パスカルは撮影プロセスについて「これは世界を構築し、衣裳、生き物、ロボット、全世界の細部に注意を払うという点で、私にとってそれを次のレベルに引き上げている。そこにあるものに関してはあまり想像力に頼っていないように感じることがある」と述べた。
従来のグリーンスクリーンの背景ではなくこの撮影技術を使用することによって製作者たちはマンダロリアンの兜と鎧の衣裳の反射に対するグリーンスクリーンの反射に関連する課題を回避する事が出来た。イメージは360度のLEDの壁に投影され、俳優が演じるためにフォトリアリスティックなセットが提供されるだけでなく、マンダロリアンの衣裳に映る反射物が現実世界の場所のように周辺のセットが反映されることを可能とした。撮影監督のグリーグ・フレイザーは「マンダロリアンのような被写体を扱う場合、カメラの視野内に見える世界よりもフレームの外側の方が重要であることがよくある。カメラの背後にあるものは俳優の兜と衣裳に反射されており、それは彼がその環境にいるという幻想を植え付けるのに重要だ」と述べた。LEDの壁の上部近くにある細長い白い帯はマンダロリアンの兜にバックライトの外観を提供するという追加の目的を果たした。また製作者は時折、セットの壁に照明を追加で投影してマンダロリアンの衣裳に反射させ、キャラクターの形をより鮮明にするように要求することもあった。フレイザーは特にマンダロリアンのクロムの兜の撮影はカメラのレンズが鋭すぎると、そのエッジが「ビデオのように素早く見える」可能性があるために難しいと述べた。この問題は パナビジョンのフルフレーム・ウルトラ・ビスタ・アナモルフィック・レンズを使用することで解決された。このレンズは人間の顔用には柔らかすぎるため、マンダロリアンに使用されたものとは異なる撮影技術がマスク無しのキャラクターには使われた。
パスカルは最初にその役を引き受けた際、『スター・ウォーズ』のファンの間での大きな熱意が恐ろしいものになるだろうと考えたが、後に彼はそれが自身の演技を最終的にサポートしたと述べた。彼は「キャスト・メンバーとして、自分を生き生きとさせるためのサポートがあるというのは、今までにないような重要な要素だと思う」と語った。パスカルはジョン・ファヴローとデイヴ・フィローニが『スター・ウォーズ』の初のテレビドラマでDisney+の最初の番組の1つの撮影に伴うプレッシャーから自身と他のキャストやスタッフを守り、仕事に集中できる環境を作ってくれたと感じた。ファヴローはマンダロリアンが上手く機能し、衣裳の中が見えないにもかかわらず非常に魅力的であったと感じた。彼は『スター・ウォーズ』で愛されているキャラクターの多くはR2-D2のように擬人観が欠けていることに言及した。ジーナ・カラーノはパスカルが俳優としての自信の疑念と脆弱性をその演技を通して伝え、それが最終的にマンダロリアンをより親しみやすくしていると評した。彼女は「あなたがこの真下にいるこの男が何者かを知りたがっている。あなたは彼の人柄を感じ、より知りたくなる。彼はとてもセクシーだ」と語った。ファヴローはマンダロリアンのブーツが氷の惑星の場面で適切な量の霜がついていないと感じたためにそれを増やしたことを含め、キャラクターに関する細部に注意を払った。
パスカルはキャラクターがほとんど喋らなかったため、「姿勢とジェスチャー」のみで感情を伝えるために演技学校のレッスンを思い出さなければならなかったと述べた。パスカルはこれを非常に詳細指向のプロセスと呼び、小さなジェスチャーは大きな感情的な影響を与え、それぞれの微妙な動きに対して注意する必要があると指摘した。パスカルは過去の舞台演技の経験も役だったと述べており、それにはマスクを着用し、感情を伝えるためにアニメーション的に誇張された方法で演技を行ったコンメディア・デッラルテの作品が含まれる。彼はマンダロリアンの演技は似ているが、「無駄のない動き反対の口調」であると述べた。デボラ・チョウはキャラクターを操る上で身体性が非常に重要であり、マンダロリアンのための身体的言語を開発する必要があると主張し、「彼の動きはすべて意図的なものだ。そわそわしたりリラックスしたりすることはないので、小さな動きをしたり頭を回したりするが、常に意味があるものだ。私たちは彼の顔や目ではそれを行うことは出来なかった」と述べた。そのフィジカリティの多くは衣裳そのものとそれを着て動くために必要な体重配分によって決定された。ブレンダン・ウェインによるとマンダロリアンに求められた歩き方は自然に身に付けられたとのことで、パスカルがそれに悩んだ際には製作者たちはウェインの意見を聞くように勧めた。パスカルは声の演技をボディランゲージと一致させようとしたために、ポストプロダクションで録音したものはしばしば微調整された。
パスカルは『マンダロリアン』と同時に複数のプロジェクトに取り組んでいたために全てのエピソードには登場できなかった。彼はブロードウェイの舞台『リア王』のリハーサルに加わっていたために「チャプター4: 楽園」の撮影にはまったく参加しておらず、代わりにウェインがキャラクターの大部分の場面で演技をした。監督のブライス・ダラス・ハワードはウェインについて「彼はそのキャラクターにすべてをもたらし、その瞬間を見つけて一緒に解決することが出来た」と語った。ウェインはオメラ役のジュリア・ジョーンズと共演した場面では非常に感情的になってしまい、兜の中で涙を流したことを明かした。ウェインはまた、「チャプター3: 罪」でもレイザー・クレストに入る場面なとで衣裳を着ている。ウェインはウェザースを崇拝しており、彼との場面の撮影を楽しんだ。ウェインはその撮影中にマンダロリアンの台詞を暗唱し、後にそれはパスカルが吹き替えた。ウェザースはウェインの話し方は彼の父のジョン・ウェインに酷似していると述べた。ウェインはまたチャイルドを作り上げるために使われたアニマトロニクスの人形は非常にリアルであり、本物の子役と一緒に働いているように感じたと述べた。
パスカルとエミリー・スワローは『マンダロリアン』を撮影の前から知り合いだった。彼らはニューヨークの舞台シーンを通して互いに精通しており、両者共にテレビドラマ『メンタリスト』に出演していた。『マンダロリアン』について最初に知った時にスワローは視聴者に見えない主人公を登場させるのは難しいと考えていたが、「ペドロが誰であるかを知っていたから、彼の良さが伝わってくると思った」ことからパスカルなら実現可能であると思い直した。

## テーマ
『マンダロリアン』の主要テーマの1つは子育てと父性であり、マンダロリアンとチャイルドの間のダイナミックな親子関係を通して表現される。『ファーザリィ』誌のライアン・ブリットは「『スター・ウォーズ』シリーズは親子のダイナミクスを描くことを長らく避けていた。マンドとベビィ・ヨーダによってようやくそれは変化した」と評した。一部の批評家はチャイルドとマンダロリアンの間の動力を侍とその幼い息子を描いた漫画作品『子連れ狼』と比較した。チャイルドはマンダロリアンをより柔らかく、より親しみやすい性格へと変え、チャイルドを育てることで利己的で自分のことしか考えない面が薄れたために前向きに変化してゆく。マンダロリアンの子育て描写の例としてはチャイルドが宇宙船のコックピットのボタンを押すのを留めて彼の膝の上に乗せる場面が挙げられる。また別の例としては宇宙船のコックピットにチャイルドシートを設置してチャイルドが安全にかつ快適に着席し旅ができるようにしたことが挙げられる。
マンダロリアンとチャイルドの関係は思いがけない父性の一例である。マンダロリアンは彼自身が両親の死によって孤児となり、「ファウンドリング」によってマンダロリアンに養子縁組みされた子供時代を送ったため、チャイルドとのつながりと親の絆を感じている。それにもかかわらず父性という役割はマンダロリアンが当初求めていたものではなく、序盤の彼はその責任を回避するために何度も試行している。まず彼は「チャプター3: 罪」でチャイルドをクライアントのもとに残そうとし、また次の「チャプター4: 楽園」では惑星ソーガンではオメラに預けようとしていた。マンダロリアンは第1シーズン最終回「チャプター8: 贖罪」で「ファウンドリング」としてチャイルドがマンダロリアンの一員に加わり、彼が正式に父親であると宣告されたときにその役割に完全に適合する。
『ヴァニティ・フェア』のアンソニー・ブレズニカンは親子関係の日々の困難が描かれていないと指摘しており、「ベビィ・ヨーダには甲高い鳴き声も、かんしゃくも、唾液も、歯医者のドリルが柔らかいピンク色の神経を細断するように親の精神に潜り込むような制御不能な叫び声もない」と述べた。同様に『ヴァルチャー』のライターであるキャスリン・ヴァンダレンドンクは番組がチャイルドが何を食べるか、いつ眠るのか、おむつを着けるのかどうかなど、父親を困惑させる多くの子育ての詳細が無視されるか取り上げられていないと述べた。彼女は「『マンダロリアン』はおむつには興味がないので、マンドは『些細なことには汗をかかなくてもいい男』という特殊な父親像を手に入れる」と評した。ヴァンダレンドンクはこれを現在の親や将来の親のための願望成就ファンタジーと説明し、「子育てのビジョンは全ての詳細と特異性を徹底的に取り除かれているため、残ったのは原型、つまり『親と子』だけだ」と評した。
ジーナ・カラーノはチャイルドがシリーズに暖かさをもたらし、マンダロリアン自身との釣り合いをとる役割を果たしていると感じた。カラノはこのようにしてチャイルドは「感情的なレベルとステークスを引き上げている」と考えている。ブレズニカンは「ここでは感情的な転移が起こっている。視聴者は名前も顔も内マンダロリアンのことを気にかける。なぜなら彼はベビィ・ヨーダをとても気にかけているからだ」と述べた。チャイルドはフォースを生まれ持っているが訓練を受けていないため、マンダロリアンやその仲間たちに保護される存在となっている。「チャプター5: ガンファイター」で一時的にチャイルドの子守をした整備士のペリ・モットーとのやりとりが親子関係の課題についての最も明白な議論の1つである。マンダロリアンがペリの腕の中で眠っていたチャイルドを誤って起こしてしまった際に彼女は「私かその子を眠らせるのにどれだけ時間がかかったかわかる?」といって彼をからかう。また彼女はマンダロリアンが子供を船に1人で置いていったことを非難し、「あなたは小さな子供の育て方について学ぶことがとても沢山ある」と言い放る。
『スクリーンクラッシュ』のライターのマット・シンガーは失敗を犯すことは親であることの大部分であるため、マンダロリアンの子育てにおける失態は番組をより魅力的で関連性のあるものにすると主張した。シリーズのいつくかの瞬間でファンはチャイルドを再評価し、「チャプター7: 罰」でマンダロリアンがキャラ・デューンと友好的にアームレスリングをしている際にフォースで彼女を窒息させようとする時などで彼が悪の傾向を示す恐れがあるという疑念につながる。『Bustle』のケイトリン・ギャラガーは、チャイルドが悪に染まる方に向かって構築されるのではなく、番組はマンダロリアンがより暴力的でない環境で子供を育てる方法を見つける必要があることを示唆している可能性があると主張した。マンダロリアンがキャラの窒息死を止めたときのように、これを導くことは主にマンダロリアンに委ねられている。

## 文化的な影響

### 批評家の反応
『マンダロリアン』とペドロ・パスカルの演技は概ね高評価を得た。パスカルは『スター・ウォーズ』のファンから肯定的な直接の反響と反応を受け、この役柄は「私が今まで感じた中で最も家庭に歓迎されている」と述べた。『シネマブレンド』のライターのサラ・エル＝マームードはマンダロリアンが彼女にとってシリーズの最も興味深い側面であり、彼には「本質的に素晴らしい」何かがあったと述べた。彼女はまたパスカルの演技のエネルギーを賞賛し、「『荒野の用心棒』のような西部劇で有名なクリント・イーストウッドが生み出した静かな魅力と緊張感」をもたらしていると評した。『スラッシュフィルム』のイーサン・アンダーソンはキャラクターについて「マンダロリアンはボバ・フェットを吹き飛ばす、本物のワルだ」と評した。『エンターテインメント・ウィークリー』のライターのジェームズ・ヒバードはマスクをした男を中心としたシリーズを作ることを大胆であると評したが、ジョン・ファヴローは監督したスーパーヒーロー映画の『アイアンマン』（2008年）の主人公でもこれを達成していたと指摘した。ヒバードはパスカルの声の演技と番組の印象的な編集とカメラワークで「ファヴローはなんとかキャラクターに驚くべき量の個性を吹き込むことに成功した」と語った。
『スクリーン・ラント』のクレイグ・エルヴィは「『マンダロリアン』の製作チームは文字通り、そして比喩的な意味の両方でほとんど露出しないキャラクターが視聴者との強いつながりを築けることを証明している」と述べた。同じく『スクリーン・ラント』のケヴィン・パントーハはマンダロリアンのオリジンが共感を呼び、彼のアクションシーンが楽しく、チャイルドを受け入れる父親的な役割が彼の最大の特徴であると語った。パントーハは彼を「最初から応援できるヒーローであり、つながりを持つ理由はたくさんある」と評した。『メンズ・ヘルス』のライターのエヴァン・ロマーノは兜を被り、多くの場面がパペットとの共演であるという事実にもかかわらず、パスカルの「感染力のある魅力」が彼の演技に現れていると評した。『ヴァニティ・フェア』のソニア・サライヤはパスカルの演技力を証明するものとして、彼の顔が滅多に見られないにもかかわらず、「存在を守るという無言の誓いは、彼のキャラクターを定義するのに十分なものになっている」と評した。『Polygon』のライターのチャーリー・ホールはマンダロリアンのスタントチーム、特に「チャプター6: 囚人」の戦闘場面での彼らの仕事を賞賛した。マンダロリアンは、『スクリーン・ラント』による『マンダロリアン』第1シーズンで最も興味深いキャラクターランキングでは3位、番組の最高のキャラクターランキングでは2位、最も素晴らしい衣裳ランキングでは2位となった。
一方で否定的な意見も存在した。『ヴォックス』のライターのエミリー・トッド・ヴァンデルワーフはパスカルのような才能がありカリスマ性を持つ俳優をキャスティングしておきながら、最小限の台詞で「マスクの中に閉じ込める」ことを「客観的に酷いアイデア」と評した。『BBC』のライターのカリン・ジェームズはキャラクターとの感情的なつながりは感じず、「実際には誰でもその鎧の中にいる可能性がある」と評した。『GQ』誌のマックス・ケアはマスクが「感情的に隠されている」と感じ、視聴者がキャラクターに入り込むことを難しくしていると評した。『A.V.クラブ』のライターのケイティ・ライフはパスカルが常にマンダロリアンを演じているわけではないという事実は番組やキャラクターの楽しさを損なうとはいえないが、「スタントダブルであることを知っていると幻想が少し損なわれる」と述べた。同様に『メンズ・ヘルス』のフィリップ・エリスはそれを「我々の不信感の保留への崩壊的な一撃」と評した。

### 商品展開
マンダロリアンの玩具やグッズは多数発売された。2019年12月31日にはファンコ・ポップのフィギュアが告知された。ホット・トイズはマンダロリアンの6分の1スケールのアクション・フィギュアを発売し、またハズブロも『スター・ウォーズ: ザ・ブラック・シリーズ』のトイ・ラインの一部として6インチのアクション・フィギュアを発売した。ダイアモンド・セレクト・トイズからはマンダロリアンの約10インチ、2分の1スケールの胸像が発売された。これはジョー・アラードによってデザインされ、ロッコ・タルタメラによって彫刻され、1000個で限定で生産された。レゴからは2020年8月にマンダロリアンのブリックヘッズ・フィギュア、2020年9月にミニフィギュア付きの宇宙船レイザー・クレスト号のセットを発売した。

### 個別
1. 1 2 3 4 5 6 7 8  Elvy, Craig (2019年12月28日). “The Mandalorian Explained: Real Name, Face Under Mask, Origin & Backstory”. Screen Rant.  オリジナルの2020年2月13日時点におけるアーカイブ。 2020年3月4日閲覧。
2. ↑  Breznican, Anthony (2019年11月22日). “The Armorer: Unmasking The Mandalorian 's Mysterious Blacksmith”. Vanity Fair.  オリジナルの2019年12月5日時点におけるアーカイブ。 2020年1月29日閲覧。
3. ↑  Babu, Armaan (2019年12月2日). “'The Mandalorian' star Emily Swallow talks about The Armorer and importance of keeping traditions of Mandalore alive”. MEA Worldwide 2020年2月8日閲覧。
4. 1 2  Romano, Evan (2019年11月29日). “Former Game of Thrones Star Pedro Pascal Is Shining in The Mandalorian”. Men's Health.  オリジナルの2019年12月8日時点におけるアーカイブ。 2020年3月6日閲覧。
5. 1 2  Miller, Matt (2019年12月2日). “The Mandalorian Finally Answered the Most Agonizing Plot Hole About His Helmet”. Esquire.  オリジナルの2019年12月27日時点におけるアーカイブ。 2020年3月10日閲覧。
6. 1 2  Saraiya, Sonia (2019年12月28日). “With a Stellar Finale, The Mandalorian Delivers the Romance and Dread that Star Wars was Made For”. Vanity Fair.  オリジナルの2019年12月28日時点におけるアーカイブ。 2020年3月6日閲覧。
7. 1 2 3 4  Breznican, Anthony (2019年4月14日). “The Mandalorian is described as Clint Eastwood in Star Wars”. Entertainment Weekly.  オリジナルの2019年11月17日時点におけるアーカイブ。 2020年2月21日閲覧。
8. 1 2  Daniell, Mark (2019年4月15日). “'Badass' Mandalorian a lot like Clint Eastwood, Star Wars series star Pedro Pascal says”. Toronto Sun.  オリジナルの2020年1月9日時点におけるアーカイブ。 2020年3月10日閲覧。
9. 1 2 3 4  Lussier, Germain (2019年8月23日). “Up Close and Personal With the Armor and Weapons of The Mandalorian 's Mysterious Stars”. Gizmodo.  オリジナルの2019年11月8日時点におけるアーカイブ。 2020年3月7日閲覧。
10. ↑  Muncy, Julie (2018年10月13日). “The Rifle From The Mandalorian Is a Blast From Star Wars ' Silliest Past”. Gizmodo.  オリジナルの2018年10月14日時点におけるアーカイブ。 2020年3月10日閲覧。
11. ↑  Chilton, Louis (2020年3月9日). “The Mandalorian, season 1 episode 1: 10 callbacks, Star Wars references and Easter eggs you missed”. The Independent.  オリジナルの2020年3月10日時点におけるアーカイブ。 2020年3月10日閲覧。
12. 1 2  Goslin, Austen (2019年11月18日). “When The Mandalorian takes place, and what it means for Baby Yoda”. Polygon.  オリジナルの2020年2月22日時点におけるアーカイブ。 2020年3月13日閲覧。
13. ↑  Keane, Sean (2019年11月12日). “The Mandalorian premiere recap: Disney Plus show piles up Star Wars mysteries”. CNET.  オリジナルの2019年11月13日時点におけるアーカイブ。 2020年1月20日閲覧。
14. 1 2  Holman, Leo (2020年1月2日). “The Mandalorian: Kuiil Was the Series' Best Character – Here's Why”. Comic Book Resources.  オリジナルの2020年1月3日時点におけるアーカイブ。 2020年1月21日閲覧。
15. ↑  Kirby, Meaghan (2019年11月12日). “The Mandalorian series premiere recap: The Mandalorian embarks on a dangerous assignment”. Entertainment Weekly.  オリジナルの2019年12月11日時点におけるアーカイブ。 2020年1月16日閲覧。
16. ↑  Keane, Sean (2019年11月15日). “The Mandalorian episode 2 reveals the true nature of this Star Wars bounty”. CNET.  オリジナルの2020年1月26日時点におけるアーカイブ。 2020年3月3日閲覧。
17. ↑  Raymond, Nicholas (2019年12月21日). “The Mandalorian: Every Force Power Baby Yoda Has Used”. Screen Rant.  オリジナルの2020年2月21日時点におけるアーカイブ。 2020年3月13日閲覧。
18. 1 2  Kain, Erik (2020年1月28日). “'The Mandalorian' Episode 3 Review: 'Star Wars' Meets 'John Wick”. Forbes.  オリジナルの2020年1月26日時点におけるアーカイブ。 2020年1月28日閲覧。
19. ↑  Plante, Corey (2019年11月29日). “'The Mandalorian' Episode 4 confirmed a bombshell about Mando's past”. Inverse.  オリジナルの2020年2月13日時点におけるアーカイブ。 2020年2月19日閲覧。
20. ↑  Lussier, Germain (2019年12月6日). “The Latest Mandalorian Had Maybe a Little Too Much Fan Service for Its Own Good”. Gizmodo.  オリジナルの2019年12月20日時点におけるアーカイブ。 2020年2月18日閲覧。
21. ↑  Lindbergh, Ben (2019年12月13日). “'The Mandalorian' Chapter 6: Are We Ever Going to See What’s Under That Helmet?”. The Ringer.  オリジナルの2020年2月13日時点におけるアーカイブ。 2020年2月13日閲覧。
22. ↑  Hall, Charlie (2019年12月18日). “Mandalorian is making sense of the time between Return of Jedi and Force Awakens”. Polygon.  オリジナルの2019年12月19日時点におけるアーカイブ。 2020年1月20日閲覧。
23. ↑  Cardona, Ian (2019年12月19日). “The Mandalorian: Rogue One’s Death Troopers Live Up to Their Name”. Comic Book Resources.  オリジナルの2020年3月18日時点におけるアーカイブ。 2020年3月13日閲覧。
24. 1 2  Keane, Sean (2019年12月27日). “The Mandalorian season finale recap: Baby Yoda gets into wild action in episode 8”. CNET.  オリジナルの2020年1月26日時点におけるアーカイブ。 2020年1月26日閲覧。
25. ↑  Elvy, Craig (2020年2月11日). “The Mandalorian: Where (& When) Did Moff Gideon Get The Darksaber”. Screen Rant.  オリジナルの2020年3月18日時点におけるアーカイブ。 2020年3月13日閲覧。
26. 1 2  Snowden, Scott (2019年12月27日). “'The Mandalorian' Finale is an Electrifying End to Season 1”. Space.com.  オリジナルの2020年1月12日時点におけるアーカイブ。 2020年1月20日閲覧。
27. 1 2 3 4 5 6 7 8  Kornhaber, Spencer (2019年12月30日). “The Mandalorian Knows Why Heroes Wear Masks”. The Atlantic.  オリジナルの2019年12月31日時点におけるアーカイブ。 2020年3月6日閲覧。
28. ↑  Caicoya, Ben (2019年12月28日). “The Mandalorian Suffers Heartbreaking Losses in the Season 1 Finale”. Comic Book Resources.  オリジナルの2019年12月29日時点におけるアーカイブ。 2020年2月9日閲覧。
29. ↑  Joest, Mick (2020年1月8日). “The Mandalorian Season 1: Episode 8 Ending Explained”. CinemaBlend.  オリジナルの2020年1月8日時点におけるアーカイブ。 2020年2月9日閲覧。
30. ↑  Whalen, Andrew (2019年12月31日). “'The Mandalorian' Season 2: Release Date, Gamorreans and Everything Else We Know”. Newsweek.  オリジナルの2020年1月15日時点におけるアーカイブ。 2020年2月8日閲覧。
31. ↑  Dumaraog, Ana (2019年12月27日). “The Mandalorian Season 1's Ending Explained (In Detail)”. Screen Rant.  オリジナルの2019年12月28日時点におけるアーカイブ。 2020年1月14日閲覧。
32. 1 2 3 4  Young 2020, p. 35
33. 1 2 3  Itzkoff, Dave (2019年11月22日). “'The Mandalorian' Director: Baby Yoda 'Steals the Show'”. The New York Times.  オリジナルの2020年1月27日時点におけるアーカイブ。 2020年1月27日閲覧。
34. 1 2 3 4 5  Thorne, Will (2019年11月11日). “'The Mandalorian': Jon Favreau and Pedro Pascal on Creating a Western on Steroids”. Variety.  オリジナルの2020年1月15日時点におけるアーカイブ。 2020年3月7日閲覧。
35. ↑  Thorne, Will (2019年12月13日). “'The Mandalorian': 5 Burning Questions From Episode 6”. Variety.  オリジナルの2019年12月27日時点におけるアーカイブ。 2020年2月13日閲覧。
36. 1 2 3  Hall, Charlie (2019年12月13日). “The Mandalorian episode 6 plays like meta-commentary on Star Wars violence”. Polygon.  オリジナルの2019年12月13日時点におけるアーカイブ。 2020年3月10日閲覧。
37. 1 2 3 4 5 6 7  Carras, Christi (2019年8月26日). “'The Mandalorian' star Pedro Pascal channeled Han Solo and Clint Eastwood for Disney+”. Los Angeles Times.  オリジナルの2020年3月5日時点におけるアーカイブ。 2020年3月7日閲覧。
38. ↑  Romano, Evan (2019年11月19日). “Why The Mandalorian Is So Different From Most Other Male Heroes”. Men's Health.  オリジナルの2020年3月17日時点におけるアーカイブ。 2020年3月10日閲覧。
39. ↑  Young 2020, p. 34
40. ↑  Pascal 2019, 3:35–4:06 I love the opportunity to make him as human and as accessible as possible, which is strange to say because it's impossible to get to him because he's covered in armor from head to toe. And yet the idea is, he's relatable. We're all kind of covered in our own armor and terrified of taking that armor off, and that's the thing that crosses him over into a character that we're really going to want to follow.
41. 1 2 3 4  Romano, Evan (2019年10月24日). “Pedro Pascal's Mandalorian Character is Part Han Solo, Part Clint Eastwood”. Men's Health.  オリジナルの2019年10月29日時点におけるアーカイブ。 2020年3月10日閲覧。
42. 1 2 3 4  Pascal, Pedro (22 November 2019). The Mandalorian recap: Mando makes a terrible mistake. Entertainment Weekly.  該当時間: 3:19–4:17. 2019年12月11日時点のオリジナルよりアーカイブ。2020年1月26日閲覧。The Mandalorian is a character I would say built on these icons of film history that we find in some Akira Kurosawa samurai movies, Sergio Leone cowboy westerns, spaghetti westerns, the lonely guy who won't tell you his name, in this case won't show you his face, and a lot of moral ambiguity, and I would say expressed more so in this series and with all of our characters, you know, I think the moral universe of Star Wars can be very specific and kind of black and white, there's good and there's evil, and in this one we start to play with the boundaries of that more, and that is dealt with very interestingly with this character. He's not your typical hero.
43. 1 2 3 4 5  Hibberd, James (2019年9月5日). “The Mandalorian unmasked: 'We did things no Star Wars fan has ever seen'”. Entertainment Weekly.  オリジナルの2019年12月6日時点におけるアーカイブ。 2020年3月7日閲覧。
44. 1 2  Hibberd, James (2019年9月3日). “Pedro Pascal explains how his Mandalorian differs from Boba Fett”. Entertainment Weekly.  オリジナルの2020年3月18日時点におけるアーカイブ。 2020年3月7日閲覧。
45. ↑  Weathers, Carl; Breznican, Anthony [in 英語] (12 November 2019). "Still Watching: The Mandalorian — "Chapter One" with Jon Favreau and Carl Weathers" (Podcast). Vanity Fair.  該当時間: 70:52–71:06. 2020年1月29日閲覧。The Mandalorian is, I think, in some ways like every other character in The Mandalorian. There is something about him that's very selfish and self-centered but there's also something about him that's very altruistic and human. There's a humanity to him.
46. ↑  Gallagher, Caitlin (2019年12月13日). “Mando's Ex-Girlfriend On 'The Mandalorian' Made For A Mini 'Game Of Thrones' Reunion”. Bustle.  オリジナルの2020年2月17日時点におけるアーカイブ。 2020年2月16日閲覧。
47. ↑  Marshall, Rick (2019年12月13日). “The Mandalorian: Easter eggs and episode 6’s secrets explained”. Digital Trends.  オリジナルの2020年2月17日時点におけるアーカイブ。 2020年2月16日閲覧。
48. 1 2  Rife, Katie (2019年12月13日). “The Mandalorian meets up with old friends, and remembers why they don't hang out anymore”. The A.V. Club.  オリジナルの2020年1月2日時点におけるアーカイブ。 2020年2月13日閲覧。
49. 1 2  Belloni, Matthew (2019年8月21日). “Jon Favreau Unveils 'Star Wars' Series 'The Mandalorian,' Marvel Plans and a New Venture”. The Hollywood Reporter.  オリジナルの2020年2月25日時点におけるアーカイブ。 2020年3月8日閲覧。
50. ↑  Girolamo, Dan (2020年1月3日). “The Mandalorian: Who Plays Paz Vizla (Under The Armor)”. Screen Rant.  オリジナルの2020年1月4日時点におけるアーカイブ。 2020年2月12日閲覧。
51. 1 2 3  Brown, Tracy (2019年11月8日). “'The Mandalorian' will explore dangerous territory for 'Star Wars' diehards”. Los Angeles Times.  オリジナルの2020年2月28日時点におけるアーカイブ。 2020年3月8日閲覧。
52. 1 2 3  Bahr, Lindsey (2019年11月1日). “A new hope for Star Wars on Disney Plus in 'The Mandalorian'”. Associated Press.  オリジナルの2020年1月9日時点におけるアーカイブ。 2020年3月8日閲覧。
53. ↑  Kirby, Meaghan (2019年11月19日). “Concept art from The Mandalorian Episode 1 is Stunning”. Nerdist.  オリジナルの2019年12月21日時点におけるアーカイブ。 2020年3月8日閲覧。
54. 1 2 3  Keveney, Bill (2019年11月11日). “'The Mandalorian': How Disney+ 'Star Wars' spinoff amps up Western grit with guns and droids”. USA Today.  オリジナルの2019年12月26日時点におけるアーカイブ。 2020年2月21日閲覧。
55. 1 2 3  Hibberd, James (2019年11月14日). “Pedro Pascal reveals the Mandalorian's real name”. Entertainment Weekly.  オリジナルの2020年2月19日時点におけるアーカイブ。 2020年3月7日閲覧。
56. ↑  Hurley, Laura (2019年8月27日). “The Mandalorian's Pedro Pascal Reveals Han Solo And Others Who Inspired His Star Wars Bounty Hunter”. CinemaBlend.  オリジナルの2019年8月30日時点におけるアーカイブ。 2020年3月8日閲覧。
57. 1 2 3  Orf, Darren (2019年11月11日). “Everything We Know So Far About Star Wars 'The Mandalorian'”. Popular Mechanics.  オリジナルの2020年4月2日時点におけるアーカイブ。 2020年3月10日閲覧。
58. ↑  Lussier, Germain (2018年10月3日). “The Live-Action Star Wars TV Show Is Called The Mandalorian”. Gizmodo.  オリジナルの2019年11月19日時点におけるアーカイブ。 2020年3月7日閲覧。
59. ↑  Gettell, Oliver (2018年10月3日). “Jon Favreau reveals details of Star Wars TV series The Mandalorian”. Entertainment Weekly.  オリジナルの2019年7月19日時点におけるアーカイブ。 2020年3月7日閲覧。
60. ↑  “The Mandalorian First Image, Directors Revealed”. StarWars.com (Lucasfilm). (2018年10月4日).  オリジナルの2019年12月19日時点におけるアーカイブ。 2020年3月4日閲覧。
61. 1 2  Lussier, Germain (2018年10月4日). “Your First Look at The Mandalorian Is Here, Plus a List of Episode Directors”. Gizmodo.  オリジナルの2020年3月4日時点におけるアーカイブ。 2020年3月7日閲覧。
62. ↑  Romano, Nick (2018年10月5日). “Star Wars TV series The Mandalorian reveals first photo”. Entertainment Weekly.  オリジナルの2019年7月27日時点におけるアーカイブ。 2020年3月7日閲覧。
63. ↑  Gemmill, Allie (2019年9月28日). “'The Mandalorian': Pedro Pascal's Bounty Hunter Is "a Survivor", Says Director”. Collider.  オリジナルの2020年1月9日時点におけるアーカイブ。 2020年3月8日閲覧。
64. ↑  Prudom, Laura (2020年1月15日). “Get a Look Inside The Mandalorian's Ship: The Razor Crest – IGN First”. IGN.  オリジナルの2020年1月9日時点におけるアーカイブ。 2020年3月8日閲覧。
65. 1 2 3  Tassi, Paul (2019年11月14日). “Pedro Pascal Accidentally Just Said The Mandalorian's Actual Name Out Loud”. Forbes.  オリジナルの2019年12月22日時点におけるアーカイブ。 2020年3月6日閲覧。
66. ↑  Weiss, Josh (2019年9月3日). “The Mandalorian: Pedro Pascal reveals the difference between his character and Boba Fett”. Syfy Wire.  オリジナルの2019年11月1日時点におけるアーカイブ。 2020年3月8日閲覧。
67. 1 2 3  Anderton, Ethan (2019年4月14日). “'The Mandalorian' Footage Description: Sorry, Boba Fett, There’s a New Bounty Hunter in Town”. /Film.  オリジナルの2019年7月6日時点におけるアーカイブ。 2020年1月26日閲覧。
68. ↑  Guglielmi, Jodi (2019年4月14日). “First Look of The Mandalorian: Pedro Pascal Describes His Character as a 'Badass'”. People.  オリジナルの2019年5月8日時点におけるアーカイブ。 2020年3月8日閲覧。
69. ↑  Boucher, Geoff (2019年4月14日). “'The Mandalorian' Revealed: Jon Favreau & Pedro Pascal Unveil ‘Star Wars’ TV Series In Chicago”. Deadline Hollywood.  オリジナルの2019年8月28日時点におけるアーカイブ。 2020年3月8日閲覧。
70. ↑  Waite, Thom (2019年8月24日). “Werner Herzog features prominently in the new Star Wars trailer”. Dazed.  オリジナルの2019年9月16日時点におけるアーカイブ。 2020年1月28日閲覧。
71. ↑  Guglielmi, Jodi; Boucher, Ashley (2019年8月24日). “Pedro Pascal Suits Up as The Mandalorian in the Official Trailer for the Upcoming Star Wars Series”. People.  オリジナルの2020年2月29日時点におけるアーカイブ。 2020年3月8日閲覧。
72. ↑  Radulovic, Petrana (2019年10月28日). “New Mandalorian trailer centers on Pedro Pascal's lead gunslinger”. Polygon.  オリジナルの2019年12月13日時点におけるアーカイブ。 2020年3月8日閲覧。
73. ↑  Zemler, Emily (2019年10月29日). “Werner Herzog's Villain Narrates the New Trailer For 'The Mandalorian'”. Rolling Stone.  オリジナルの2020年1月27日時点におけるアーカイブ。 2020年1月27日閲覧。
74. ↑  Weiss, Josh (2019年10月28日). “The Mandalorian: Pedro Pascal finally speaks in Star Wars series' thrilling second trailer”. Syfy Wire.  オリジナルの2019年12月13日時点におけるアーカイブ。 2020年3月8日閲覧。
75. ↑  “New Posters Tease the Faces of The Mandalorian”. StarWars.com. (2019年10月28日).  オリジナルの2019年12月10日時点におけるアーカイブ。 2020年1月19日閲覧。
76. ↑  Surrey, Miles (2019年11月11日). “Pedro Pascal's Quick Ascent to 'The Mandalorian'”. The Ringer.  オリジナルの2019年11月12日時点におけるアーカイブ。 2020年3月6日閲覧。
77. ↑  Ha, Anthony (2018年12月12日). “'The Mandalorian' cast includes Pedro Pascal, Gina Carano … and Werner Herzog”. TechCrunch.  オリジナルの2019年12月19日時点におけるアーカイブ。 2020年3月8日閲覧。
78. ↑  “'The Mandalorian' cast: Pedro Pascal to star in upcoming Star Wars live-action series”. WPVI-TV. (2018年12月12日) 2020年3月8日閲覧。
79. 1 2 3 4  Miller, Liz Shannon (2019年12月9日). “So, Who's Really Under the Mandalorian’s Helmet?”. Vulture.  オリジナルの2019年12月9日時点におけるアーカイブ。 2020年3月4日閲覧。
80. 1 2 3  Reimann, Tom (2019年12月9日). “Pedro Pascal Isn't in 'The Mandalorian' Suit As Much As You Think”. Collider.  オリジナルの2020年1月9日時点におけるアーカイブ。 2020年3月6日閲覧。
81. 1 2  Kroll, Justin; Otterson, Joe (2018年11月13日). “'Star Wars': Pedro Pascal to Lead ‘The Mandalorian’ Series”. Variety.  オリジナルの2018年11月14日時点におけるアーカイブ。 2020年3月7日閲覧。
82. ↑  Kroll, Justin; Otterson, Joe (2018年11月13日). “'Star Wars': Pedro Pascal to Lead ‘The Mandalorian’ Series”. Variety.  オリジナルの2018年11月14日時点におけるアーカイブ。 2020年3月6日閲覧。
83. 1 2 3  Pascal 2019, 1:38–2:05 I remember getting a call from my agent saying Jon Favreau wants to meet you regarding a Star Wars project. And so I immediately said, 'When and where?' I wanted to meet Jon Favreau. I didn't care what he wanted me to do. I had no idea what it was, whether it was a feature or a cereal box, I had no idea.
84. 1 2 3  Gelman, Sameul (2019年9月15日). “The Mandalorian: Pedro Pascal Thought He Was Playing Boba Fett”. Comicbook.com.  オリジナルの2019年10月1日時点におけるアーカイブ。 2020年3月8日閲覧。
85. ↑  Rorke, Robert (2019年11月11日). “Which actors from Disney+'s 'The Mandalorian' did their own stunts?”. New York Post.  オリジナルの2020年1月5日時点におけるアーカイブ。 2020年1月20日閲覧。
86. ↑  Radish, Christina (2019年10月30日). “'The Mandalorian' Creators on the Weekly Release, Choosing Directors, and the 'Star Wars' Holiday Special”. Collider.  オリジナルの2020年1月4日時点におけるアーカイブ。 2020年3月8日閲覧。
87. ↑  Pascal, Pedro (22 November 2019). The Mandalorian recap: Mando makes a terrible mistake. Entertainment Weekly.  該当時間: 6:39–6:43. 2019年12月11日時点のオリジナルよりアーカイブ。2020年1月26日閲覧。The moment I put on the helmet it was a big geek-out, big, big geek-out moment.
88. 1 2  Walters, David (2019年11月20日). “Pedro Pascal's Long, Strange Trip To The Mandalorian”. Elle.  オリジナルの2020年3月4日時点におけるアーカイブ。 2020年3月10日閲覧。
89. ↑  Isaac, Oscar; Pascal, Pedro (12 March 2019). Oscar Isaac & Pedro Pascal Answer the Web's Most Searched Questions. Wired (YouTube).  該当時間: 0:54–1:02. 2020年2月27日時点のオリジナルよりアーカイブ。2020年3月10日閲覧。Isaac: "Is Pedro Pascal the Mandalorian?" Pascal: "Pedro Pascal is the Mandalorian." Isaac: "You're welcome. I convinced him to do it."
90. ↑  Matadeen, Renaldo (2019年3月13日). “Star Wars: Pedro Pascal Is The Mandalorian... Thanks to Oscar Isaac”. Comic Book Resources.  オリジナルの2019年9月3日時点におけるアーカイブ。 2020年3月10日閲覧。
91. 1 2 3  Pascal, Pedro (22 November 2019). The Mandalorian recap: Mando makes a terrible mistake. Entertainment Weekly.  該当時間: 1:45–2:09. 2019年12月11日時点のオリジナルよりアーカイブ。2020年1月26日閲覧。When I met Jon Favreau for this project, he asked me if I was a fan of Star Wars, and I told him that I didn't have a choice because I was born in 1975. And so I saw these movies in a movie theater and they shaped my imagination. Empire is most indelibly marked in my memory and my childhood imagination.
92. ↑  Keveney, Bill (2019年11月21日). “'The Mandalorian' star Pedro Pascal joined 'Star Wars' fandom as a toddler (even the undies)”. USA Today.  オリジナルの2020年2月29日時点におけるアーカイブ。 2020年3月10日閲覧。
93. 1 2  Pascal & Breznican 2019, 60:02–61:04 Pascal: "It was a toy that I had when I was a kid. It was like my favorite Star Wars action figure. ... As a child, these characters did not stand out for me in having seen the movie, but the toys did. It was the toys I fell in love with and utilized the most." Breznican: "In your own storytelling. That's what kids do, they use those characters to tell their own stories." Pascal: "Exactly. And so to put on a costume that hearkens to my experience to one of my favorite toys is really weird." Breznican: "It conjures those emotions of those good times, right?" Pascal: "Absolutely."
94. 1 2 3 4  Lussier, Germain (2018年11月13日). “The Mandalorian Picks Up Game of Thrones' Pedro Pascal as Its Lead”. Gizmodo.  オリジナルの2020年1月5日時点におけるアーカイブ。 2020年3月7日閲覧。
95. ↑  Breznican, Anthony (2018年11月13日). “Pedro Pascal will join Star Wars as the lead in The Mandalorian series”. Entertainment Weekly.  オリジナルの2019年6月6日時点におけるアーカイブ。 2020年3月7日閲覧。
96. ↑  “Pedro Pascal Revealed as The Mandalorian”. StarWars.com (Lucasfilm). (2018年12月12日).  オリジナルの2019年11月27日時点におけるアーカイブ。 2020年3月4日閲覧。
97. ↑  Anderton, Ethan (2019年11月13日). “'The Mandalorian': Pedro Pascal Reveals the Bounty Hunter's Name”. /Film.  オリジナルの2020年3月20日時点におけるアーカイブ。 2020年3月8日閲覧。
98. 1 2 3  Sharf, Zack (2019年12月9日). “Pedro Pascal Is the Mandalorian, but That's Not Him Starring in Every Episode”. IndieWire.  オリジナルの2020年4月6日時点におけるアーカイブ。 2020年3月6日閲覧。
99. ↑  Griffiths, George (2019年12月11日). “The Mandalorian director Bryce Dallas Howard reveals Pedro Pascal isn’t in every episode – despite playing The Mandalorian”. Metro.  オリジナルの2020年4月8日時点におけるアーカイブ。 2020年3月8日閲覧。
100. ↑  Ridgely, Charlie (2019年12月30日). “Star Wars: The Mandolorian Fans Are Giving it Up for the Real Heroes of the Show”. Comicbook.com.  オリジナルの2019年12月31日時点におけるアーカイブ。 2020年3月10日閲覧。
101. 1 2 3 4 5 6 7 8 9 10 11 12 13 14 15  Miller, Liz Shannon (2019年12月9日). “Meet the Man Beneath the Mandalorian's Armor”. Vulture.  オリジナルの2020年1月13日時点におけるアーカイブ。 2020年3月4日閲覧。
102. ↑  Abdulbaki, Mae (2019年12月11日). “Whoa, Pedro Pascal's Mandalorian Stunt Double Is John Wayne's Grandson”. CinemaBlend.  オリジナルの2020年1月2日時点におけるアーカイブ。 2020年3月10日閲覧。
103. ↑  Howard, Kirsten (2019年12月10日). “Star Wars: The Mandalorian – John Wayne's Grandson Is Pedro Pascal's Double”. Den of Geek.  オリジナルの2020年4月2日時点におけるアーカイブ。 2020年3月8日閲覧。
104. ↑  White, Brett (2020年2月3日). “‘The Mandalorian’ Timeline: When Was the Great Purge and How Old Is Din Djarin?”. Decider.  オリジナルの2020年3月29日時点におけるアーカイブ。 2020年3月13日閲覧。
105. ↑  @philszostak (2019年8月22日). "The Mandalorian and Cara Dune costumes designed by concept artist Brian Matyas and costume designer Joseph Porro. #TheMandalorian #StarWars". X（旧Twitter）より2020年10月2日閲覧。
106. ↑  Kessler, Robert (2019年12月12日). “The Mandalorian Looking So Like Boba Fett Doesn't Make Sense”. Screen Rant.  オリジナルの2020年1月2日時点におけるアーカイブ。 2020年2月10日閲覧。
107. ↑  Filoni, Dave (14 November 2019). 'The Mandalorian' Episode 1 Behind the Scenes. Hollywood.com (YouTube).  該当時間: 0:37–1:09. 2020年3月4日時点のオリジナルよりアーカイブ。2020年3月11日閲覧。The average person if you show them that helmet, if they say anything they'll say it's Boba Fett. So we immediately started to draw visual differences between the two characters. Our character's more bulked up than Boba ever was, his armor's actually quite different if you look at it. His helmet's actually different, little different traits to it. The colors of it. All these things point out at little differences. There are similarities, which are almost unavoidable, but we wanted to tell a story with somebody where we had kind of more of a blank page to write it.
108. 1 2  Atkin, Jessie (2020年1月8日). “The Mandalorian: 10 of the Best Outfits From Season 1”. Screen Rant.  オリジナルの2020年1月9日時点におけるアーカイブ。 2020年2月11日閲覧。
109. ↑  Schmidt, JK (2019年8月22日). “D23 Expo Reveals Up Close Look at The Mandalorian Costume”. Comicbook.com.  オリジナルの2019年12月3日時点におけるアーカイブ。 2020年3月7日閲覧。
110. 1 2 3 4 5 6 7  Holben, Jay (2020年2月6日). “The Mandalorian: This Is the Way”. American Cinematographer.  オリジナルの2020年2月9日時点におけるアーカイブ。 2020年2月15日閲覧。
111. ↑  Pereira, Alyssa (2020年1月24日). “'The Mandalorian' was shot largely inside a California soundstage”. San Francisco Chronicle.  オリジナルの2020年1月25日時点におけるアーカイブ。 2020年1月26日閲覧。
112. 1 2  Young 2020, p. 36
113. ↑  Pascal, Pedro (24 August 2019). The Mandalorian. Wired (YouTube).  該当時間: 2:02–2:14. 2020年3月5日時点のオリジナルよりアーカイブ。2020年3月10日閲覧。You'd think that we felt a lot of pressure but somehow Dave Filoni and Jon Favreau shielded us from that and made it just this environment where we could just come and create and play and work really, really, really hard.
114. ↑  Carano, Gina (29 November 2019). "Still Watching: The Mandalorian — "Chapter Four: Sanctuary" with Gina Carano" (Podcast). Vanity Fair.  該当時間: 56:02–56:45. 2020年1月29日閲覧。Pedro, he said something earlier to me, he said, 'I play my characters how I feel sometimes.' In all of his other characters, Narcos, Games of Thrones, I don't know how to beat that big guy, and I'm going to let the audience know I don't know how to beat him, or I'm going to let them feel me on that. So he's very vulnerable in a beautiful way. So when he puts on this Mandalorian costume you can kind of feel a little bit of that vulnerability which is such a great contrast, and it just makes him that much more mysterious. You want to know who is this guy underneath here. You can feel his personality, you want to know more about him. He's so sexy.
115. ↑  Pascal & Breznican 2019, 62:51–63:35 Pascal: "Jon is a freak. He was just the other day noticing that my boots didn't have the appropriate level of frost, and then after a long conversation I couldn't help through my own exhaustion just thinking to myself, 'Now you're just going crazy.' I kept that thought to myself, which I'll now share with the world. And then I walk into my dressing room and the boots had been worked on and they looked exactly what my boots would've looked like after walking through a blizzard in New York City."
116. 1 2  Pascal & Breznican 2019, 50:16–51:03 I'm not going to lie, it's really strange, but not altogether new. It's about reintroducing myself to all the things I learned in class and on stage. I remember doing commedia dell'arte and an entire portion of this one play where I had to do it in a mask and in very, very animated and exaggerated way, use your body to tell the story. This is very much like that but in the opposite tone of economical movements.
117. ↑  Pascal & Breznican 2019, 47:10–47:35 Pascal: "It's been a really interesting improvisation in terms of figuring out what his posture is, how he moves, how he walks, how he communicates, how he makes a point, and how the voice exists under the mask. It's very detail-oriented."
118. ↑  Pascal & Breznican 2019, 51:46–52:20 Pascal: "That's like the dominant thing about it is figuring all of those details out, and all of the tricks or habits really that you develop, the way that you hold your head or, like, fidgets don't really work with this character so you have to be hyper vigilant bout that stuff. it's exhausting."
119. ↑  Pascal & Breznican 2019, 49:44–50:16 Breznican: "How much of your physicality is dictated by the costume, by the weight of it, by the boots, by the armor you're wearing on your body? Sometimes restriction is good, it helps you find a character." Pascal: "I would say only about 100%. It's all about weight distribution and using the design of the costume to share the character."
120. ↑  Pascal & Breznican 2019, 47:49–48:03 Pascal: "Once we capture the body language on camera, and obviously the voice being specifically connected to that body language, but then we can fine tune it, we can change it in post."
121. ↑  Swallow & Regan 2020, 26:34–27:04 Swallow: "He's so down to earth. Actually, he and I go back several years because I know him through the New York theater scene, and then we were both on The Mentalist at the same time, because the season that I was on there, he was brought in to be a love interest for Robin's character. So that was really fun because we hadn't seen each other in a while when we got to do that, and then to get to do this which is so entirely different, it's just delightful when you get to come across people that you already know and like and then you get to say, 'Oh now we get to work together, this is awesome.'"
122. ↑  Swallow, Emily (25 January 2020). "ITCAF Interview — Emily Swallow" (Podcast). Inside the Crazy Ant Farm.  該当時間: 10:59–11:09. 2020年2月5日閲覧。We know each other from the New York theater scene, and then we got to work together on The Mentalist, totally randomly, so it was awesome to be able to work with him on this.
123. ↑  Swallow, Emily (12 November 2019). "Emily Swallow star of the Star Wars series The Mandalorian chats with Galaxy" (Podcast). Comic Con Radio.  該当時間: 25:31–25:55. 2020年2月6日閲覧。Pedro and I, actually, I know him from the theater crowd in New York, but then we got to work together on The Mentalist, because he came in as a love interest for Robin's character while I was on the show. And that was so much fun because we knew each other from New York, and then we got to work together on that, and then finding out that I was going to get to work with him on The Mandalorian was really cool.
124. ↑  Swallow & Regan 2020, 27:10–27:35 Swallow: "I was so curious before this show came out to see how this was going to work, you know, having this central character who we never got to see who was so mysterious, but I sort of knew just based on who Pedro is that his goodness would come across. And I feel like that totally happened. So I guess I'm sort of not surprised because I feel like Pedro's exactly the person who could do that."
125. 1 2 3  Britt, Ryan (2019年11月29日). “Baby Yoda, Daddy Mando, and How Star Wars Gave Parents a New Fantasy”. Fatherly.  オリジナルの2019年12月18日時点におけるアーカイブ。 2020年2月29日閲覧。
126. 1 2  Singer, Matt (2019年12月13日). “'The Mandalorian' Is A Good Show About How Hard It Is to Be a Single Parent”. ScreenCrush.  オリジナルの2020年2月29日時点におけるアーカイブ。 2020年2月29日閲覧。
127. ↑  Chase, Eileen (2019年12月16日). “Why The Mandalorian is, in fact, a show about a single dad”. Today.  オリジナルの2020年2月29日時点におけるアーカイブ。 2020年2月29日閲覧。
128. ↑  Collins, Hannah (2020年1月4日). “Somali and the Forest Spirit Will Fill The Mandalorian Hole in Your Life”. Comic Book Resources.  オリジナルの2020年2月27日時点におけるアーカイブ。 2020年3月1日閲覧。
129. ↑  Pierce-Bohen (2019年12月23日). “5 Westerns & 5 Samurai Movies To Watch If You Love The Mandalorian”. Screen Rant.  オリジナルの2020年2月16日時点におけるアーカイブ。 2020年3月1日閲覧。
130. ↑  Schedeen, Jesse (2019年11月12日). “How The Mandalorian's Plot Twist Evokes a Classic Manga Series”. IGN.  オリジナルの2019年11月24日時点におけるアーカイブ。 2020年3月1日閲覧。
131. ↑  Housman, Andrew (2019年11月20日). “The Mandalorian: How the Series Takes Star Wars Back to Its Samurai Roots”. Comic Book Resources.  オリジナルの2019年12月4日時点におけるアーカイブ。 2020年3月1日閲覧。
132. ↑  Frank, Allegra (2019年12月3日). “Baby Yoda: the Mandalorian's adorable alien co-star, explained”. Vox.  オリジナルの2019年12月28日時点におけるアーカイブ。 2020年2月29日閲覧。
133. ↑  Lawler, Kelly (2019年11月22日). “Baby Yoda is the adorable, big-eared savior of Disney+'s 'The Mandalorian'”. USA Today.  オリジナルの2020年2月23日時点におけるアーカイブ。 2020年3月3日閲覧。
134. 1 2 3  Pereira, Sergio (2019年11月29日). “The Mandalorian Is Basically Big Daddy in Space”. Comic Book Resources.  オリジナルの2020年2月29日時点におけるアーカイブ。 2020年2月29日閲覧。
135. ↑  Atkin, Jessie (2019年12月30日). “5 Reasons The Witcher Geralt Will Be a Better Dad Than the Mandalorian (& 5 Reasons He Won't)”. Screen Rant.  オリジナルの2020年2月20日時点におけるアーカイブ。 2020年2月29日閲覧。
136. 1 2 3 4 5 6 7  VanArendonk, Kathryn (2020年1月3日). “The Mandalorian Doesn't Care About Diapers”. Vulture.  オリジナルの2020年1月7日時点におけるアーカイブ。 2020年2月29日閲覧。
137. 1 2 3  Breznican, Anthony (2019年11月26日). “Baby Yoda Has Conquered the World”. Vanity Fair.  オリジナルの2019年11月27日時点におけるアーカイブ。 2020年1月27日閲覧。
138. ↑  Gallagher, Caitlin (2019年12月13日). “Baby Yoda's Force Power On 'The Mandalorian' Is Still Growing”. Bustle.  オリジナルの2020年2月17日時点におけるアーカイブ。 2020年3月3日閲覧。
139. ↑  Keane, Sean (2019年12月7日). “The Mandalorian episode 5 recap: Baby Yoda travels to an iconic planet”. CNET.  オリジナルの2020年2月15日時点におけるアーカイブ。 2020年2月19日閲覧。
140. 1 2  Gallagher, Caitlin (2019年12月26日). “Is Baby Yoda Evil On 'The Mandalorian'? The Force Choke Means He Could Join The Dark Side”. Bustle.  オリジナルの2020年3月1日時点におけるアーカイブ。 2020年3月1日閲覧。
141. ↑  Foy, Peter (2019年12月21日). “The Mandalorian: Could Baby Yoda Actually Be... [Spoiler?”]. Comic Book Resources.  オリジナルの2020年1月14日時点におけるアーカイブ。 2020年2月29日閲覧。
142. ↑  Hibberd, James (2019年12月18日). “What if Baby Yoda is secretly evil?”. Entertainment Weekly.  オリジナルの2019年12月21日時点におけるアーカイブ。 2020年3月1日閲覧。
143. ↑  White, Brett (2019年12月18日). “Is Baby Yoda Bad to the Bone? This Week's 'The Mandalorian' Has Us Wondering”. Decider.  オリジナルの2020年1月8日時点におけるアーカイブ。 2020年3月1日閲覧。
144. ↑  Milner, Sarah Bea (2019年12月22日). “The Mandalorian: Baby Yoda Learns About Good & Bad In A Powerful Way”. Screen Rant.  オリジナルの2019年12月23日時点におけるアーカイブ。 2020年2月29日閲覧。
145. 1 2  Ellis, Philip (2019年12月14日). “That Isn't Always Pedro Pascal Under the Helmet in The Mandalorian”. Men's Health.  オリジナルの2019年12月15日時点におけるアーカイブ。 2020年3月10日閲覧。
146. ↑  El-Mahmoud, Sarah (2019年11月7日). “I Watched Star Wars' First Footage Of The Mandalorian, And I'm Completely On Board”. CinemaBlend.  オリジナルの2019年12月16日時点におけるアーカイブ。 2020年3月8日閲覧。
147. 1 2  Pantoja, Kevin (2020年1月2日). “The Mandalorian: 10 Best New Star Wars Characters Introduced In The Show, Ranked”. Screen Rant.  オリジナルの2020年1月3日時点におけるアーカイブ。 2020年1月21日閲覧。
148. ↑  Pham, Danny (2019年12月31日). “The Mandalorian: 10 Most Interesting Characters In Season 1”. Screen Rant.  オリジナルの2020年1月1日時点におけるアーカイブ。 2020年1月20日閲覧。
149. ↑  VanDerWerff, Emily Todd (2019年11月12日). “Disney+'s Star Wars series, The Mandalorian, is a triumph of atmosphere — and little else”. Vox.  オリジナルの2019年12月16日時点におけるアーカイブ。 2020年3月3日閲覧。
150. ↑  James, Caryn (2019年11月13日). “Star Wars show The Mandalorian is difficult ot care about”. BBC.  オリジナルの2019年12月2日時点におけるアーカイブ。 2020年3月6日閲覧。
151. ↑  Cea, Max (2019年11月13日). “The Mandalorian Needs to Drop the Mask”. GQ.  オリジナルの2020年1月27日時点におけるアーカイブ。 2020年3月6日閲覧。
152. ↑  Fowler, Matt (2019年12月31日). “Do Funko's Mandalorian POPs Reveal Episode 5's Mystery Character?”. IGN.  オリジナルの2020年1月1日時点におけるアーカイブ。 2020年2月13日閲覧。
153. ↑  Fallon, Sean (2019年12月31日). “The Mandalorian Just Got Tons of New Funko Pops”. Comicbook.com.  オリジナルの2020年1月1日時点におけるアーカイブ。 2020年1月20日閲覧。
154. ↑  Gelman, Samuel (2019年12月31日). “The Mandalorian: Funko Unveils Next Wave of Pop! Vinyl Figures”. Comic Book Resources.  オリジナルの2020年1月1日時点におけるアーカイブ。 2020年1月20日閲覧。
155. 1 2  Allan, Scoot (2019年12月5日). “The Ultimate Star Wars: The Mandalorian Buyer's Guide”. Screen Rant 2020年3月8日閲覧。
156. ↑  Hoolihan, Hannah (2020年1月27日). “The Mandalorian's Incinerator Trooper Gets Awesome Hot Toys Figure”. Screen Rant.  オリジナルの2020年2月2日時点におけるアーカイブ。 2020年2月12日閲覧。
157. ↑  Keane, Sean (2020年2月28日). “The Mandalorian: Everything we know about Disney Plus Star Wars show”. CNET.  オリジナルの2020年2月4日時点におけるアーカイブ。 2020年3月8日閲覧。
158. ↑  “Lego Baby Yoda (and The Mandalorian's Razor Crest) is now a thing, because of course it is”. Metro. (2020年2月20日).  オリジナルの2020年2月21日時点におけるアーカイブ。 2020年2月27日閲覧。

### 全般
- Pascal, Pedro; Breznican, Anthony [in 英語] (15 November 2019). "Still Watching: The Mandalorian – "Chapter Two: The Child" with Pedro Pascal". Vanity Fair (Podcast). 2020年3月11日閲覧。
- Pascal, Pedro (12 November 2019). The Mandalorian: Pedro Pascal Official TV Interview – Disney Plus. ScreenSlam (YouTube). 2020年3月10日閲覧。
- Swallow, Emily; Regan, Henric (26 January 2020). "Emily Swallow – BONUS: The Mandalorian's Armorer" (Podcast). Spoiler Country. 2020年2月4日閲覧。
- Young, Bryan (5 February 2020). "Pedro Pascal: The Mysterious Gunslinger". Star Wars Insider. No. 195. Titan Magazines. p. 34.